# Hubert de Givenchy

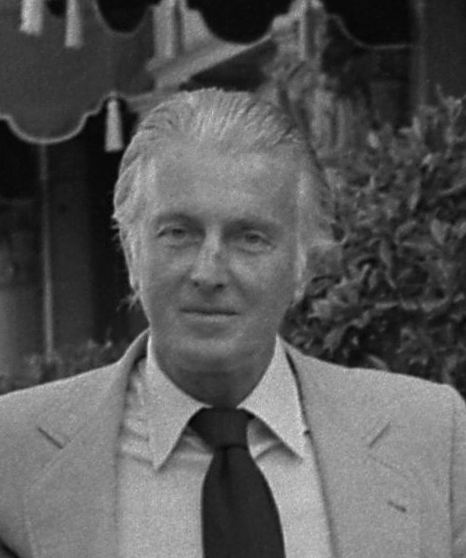
Hubert de Givenchy (1978)

Hubert James Marcel Taffin de Givenchy (* 20. Februar 1927 in Beauvais; † 10. März 2018 in Paris) war ein französischer Modeschöpfer, Couturier und Designer. Das international bekannte Mode- und Kosmetikunternehmen Givenchy wurde von ihm 1952 in Paris gegründet.

## Leben
Hubert de Givenchy wurde 1927 in Beauvais in eine wohlhabende Adelsfamilie geboren. Sein Vater, Lucien Taffin de Givenchy (1888–1930), war der Marquis de Givenchy. Der primogene Adelstitel ging nach dem Tod des Vaters an Huberts älteren Bruder Jean-Claude (1925–2009) über, während ihm selbst (und den übrigen Familienmitgliedern) der Titel Comte (Graf) zustand, von dem er aber kaum Gebrauch machte. Nach dem Tod des Vaters infolge einer Grippe wuchsen die Givenchy-Brüder bei ihrer Mutter und Großmutter auf.
Beeindruckt durch die Weltausstellung 1937 in Paris, stand für den zehnjährigen Hubert fest, „irgendetwas mit Mode“ machen zu wollen. Er studierte zunächst Rechtswissenschaften, schrieb sich dann aber an der École des Beaux-Arts in Paris ein. Seine ersten Arbeiten im Modebereich entwarf er 1945 für Jacques Fath in Paris; anschließend folgten Entwürfe für Lucien Lelong (1946), Pierre Balmain und Christian Dior. Von 1947 bis 1951 arbeitete er für die damalige „Modezarin“ und Avantgarde-Designerin Elsa Schiaparelli.
1952 eröffnete de Givenchy sein erstes eigenes Atelier an der Plaine Monceau in Paris und richtete eine Kollektion für Bettina Graziani (ein damaliges Pariser Topmodell) aus. Hierbei steuerte er einen innovativen Kurs gegen die eher konservativen Kollektionen aus dem Hause Dior. Mit 25 Jahren war er der jüngste Designer der aufstrebenden progressiven Pariser Modeszene. Seine ersten Kollektionen entstanden aus finanziellen Gründen aus eher schlichten Materialien, erzeugten aber in der Fachpresse stets Aufsehen.
Der Name Givenchy ist eng verknüpft mit der Filmschauspielerin Audrey Hepburn, die de Givenchy bereits 1953 zu den Dreharbeiten von Sabrina kennenlernte: Er stattete die Schauspielerin sowohl privat wie auch in ihren Filmen (Frühstück bei Tiffany, Charade u. a.) über 40 Jahre lang mit individuell entworfenen Kostümen aus. Das von Hepburn in Frühstück bei Tiffany getragene Givenchy-Kleid wurde 2006 für 692.000 Euro bei Christie’s in London von einem anonymen Bieter ersteigert und gilt als teuerste Textilie der Filmgeschichte. Für Hepburn entwickelte de Givenchy auch seine erste Parfümkollektion, die er ihr widmete. Außerdem zählten Grace Kelly und Jacqueline Kennedy zu seinen bekanntesten Kunden. Jacky Kennedy ließ sich ihr Trauerkleid zur Beerdigung John F. Kennedys von de Givenchy anfertigen.
Im Jahr 1953 begegnete de Givenchy in New York seinem großen Vorbild, dem spanischen Modedesigner Cristóbal Balenciaga, der bereits Paco Rabanne beeinflusst hatte. Balenciaga wurde de Givenchys Mentor und unterstützte ihn, obwohl beide nie zusammengearbeitet haben. 1968 brachte Givenchy seine erste „öffentliche“ Prêt-à-porter-Kollektion Givenchy Nouvelle Boutique heraus, nachdem er Jahre zuvor die Presse aus verkaufstechnischem Kalkül von seinen Modepräsentationen ausgeschlossen hatte. Im Anschluss folgten Herrenkollektionen.
1988 verkaufte de Givenchy sein Modeunternehmen an LVMH. Er nahm 1995 auf Drängen der Geschäftsleitung von LVMH mit einer großen Modenschau Abschied von den Laufstegen der Welt. Er fungierte ad interim bis 1996 als Chefdesigner in dem von ihm gegründeten Haus. An seine Stelle traten in der Folge andere Designer, zunächst John Galliano, dann Alexander McQueen.

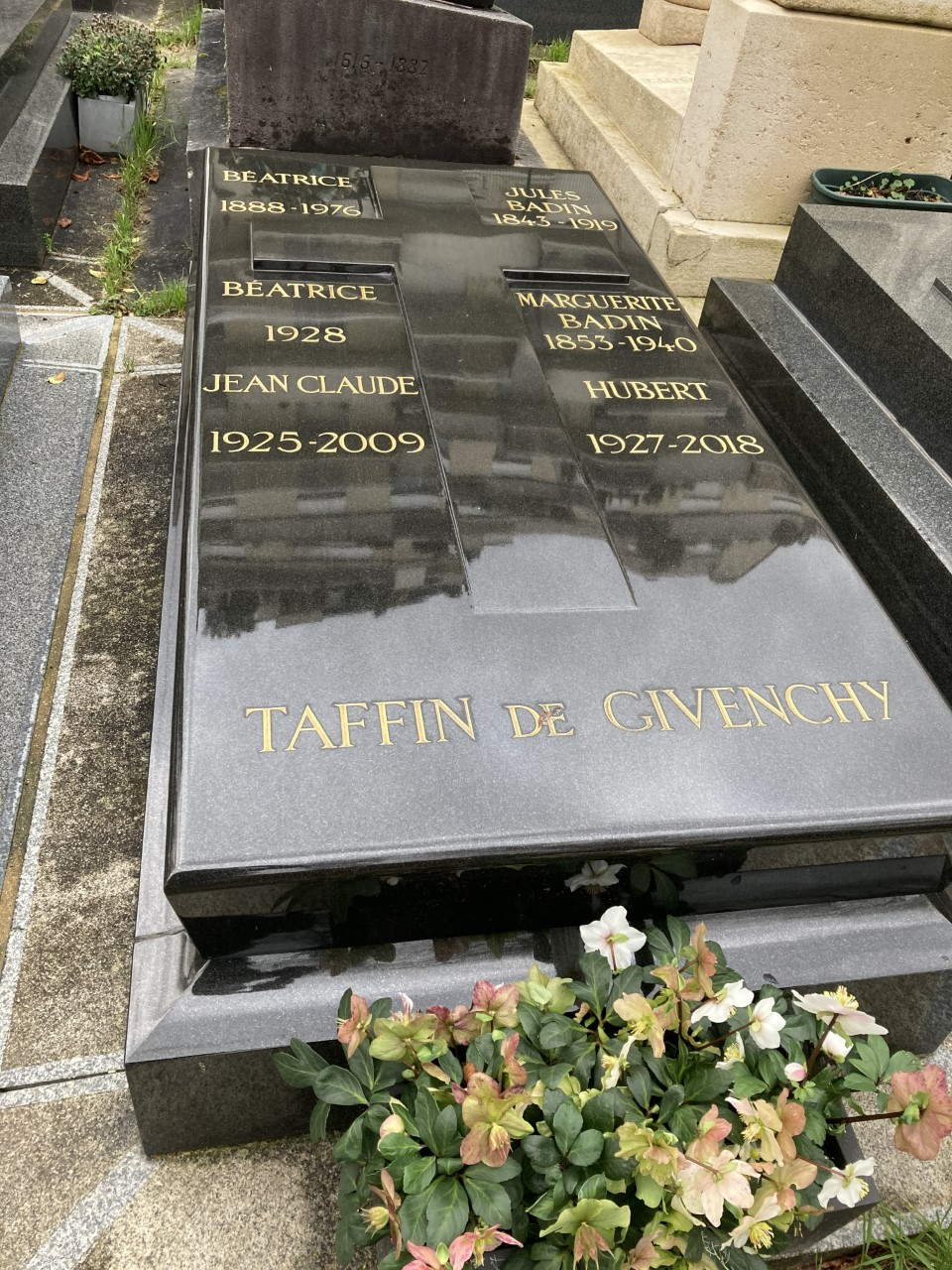
Das Grab von Hubert de Givenchy

Ende Oktober 1997 übernahm de Givenchy für das Auktionshaus Christie’s bis 2002 die Position des Präsidenten der französischen Niederlassung. Er fungierte zudem als Präsident der französischen Division des World Monuments Fund und kümmerte sich um den Erhalt der Gartenanlagen von Schloss Versailles. Seit 1999 war er Präsident der damals gegründeten spanischen Cristóbal Balenciaga-Stiftung. 2011 wurde ihm für seine Bemühungen um das Andenken an Balenciaga vom spanischen Kulturminister der Verdienstorden Orden de las Artes y las Letras de España verliehen.
De Givenchy lebte auf einem 1975 von ihm erworbenen Landsitz aus dem 17. Jahrhundert namens Château du Jonchet in Romilly-sur-Aigre bei Cloyes-sur-le-Loir, ca. 150 km südwestlich von Paris. Er besaß außerdem ein Stadthaus in der Pariser Rue de Grenelle 87 und eine Villa Le clos Fiorentina auf dem Cap Ferrat. Sein langjähriger Lebensgefährte war der Designer Philippe Venet. Hubert de Givenchy starb im Alter von 91 Jahren. Er wurde auf dem Cimetière de Passy in Paris beigesetzt.

## Stil
Givenchy bevorzugte in seinen Kollektionen zumeist grelle Farben: Pink, Gelb, Maigrün, Königsblau und feuerrote Kombinationen, die in klaren sachlichen Linien geschnitten waren, sowie schlichtes Schwarz (auch Givenchy zählt zu den Miterfindern des klassischen „kleinen Schwarzen“). Seine Damenkollektionen zeichneten sich durch überdimensionale Hutentwürfe aus, die oft das Gesicht verdeckten.

## Parfums – Chronologie
- 1957: L’Interdit (W), Le de Givenchy (W)
- 1959: Eau de Vetyver (M)
- 1959: Monsieur de Givenchy (M)
- 1970: Givenchy III (W)
- 1974: Gentleman (M)
- 1980: Eau de Givenchy (W)
- 1985: Ysatis (W)
- 1986: Xeryus (M)
- 1988: Xeryus Rouge (M)
- 1990: Fleur d’Interdit
- 1991: Amarige (Eau de Toilette) (W)
- 1993: Insensé (M), Greenergy (M)
- 1994: Insensé Ultramarine (M), Amarige, Fleur d’Interdit (W)
- 1995: Gransenbon (W)/(M), Organza (W), Insense Ultramarine (M)
- 1997: Extravagance
- 1998: Indecence, Ptisenbon (Kinderparfum)
- 1999: Pi (M)
- 2000: Oblique Rewind/Play/Fast Forward, Hot couture (W)
- 2001: Pi Fraîche (M), Hot Couture White Collection (W), Greenergy (M)
- 2002: Givenchy pour Homme (M), Eau Torride (W), Into the Blue (W)
- 2003: Insense Ultramarine Ice Cube (M), Insense Ultramarine Midnight Swim (M), Insense Ultramarine Morning Surf (M), Insense Ultramarine Spirit 2 (M), Tartine et Chocolat Ptisenbon ma Belle (W), Amarige d’Amour (W), Only Givenchy (W), Eau d’Amour (W), Very Irrésistible (W), L’Interdit (W) (reissue), My Couture (W)
- 2004: So Givenchy (W), Organza First Light (W)
- 2006: Very Irrésistible (M)
- 2007: Amarige Mariage (W), Very Irrésistible Fresh Attitude (M)
- 2008: Absolutely Irrésistible (W), Amarige Ylang-Ylang 2008 (W), Ange ou Démon (W), Ange ou Démon Jasmin Sambac 2008 (W), Ange ou Démon Tendre (W), Insensé Ultramarine WildSurf (M), Jardin d’Interdit – Dancing with Butterflies (W), Jardin d’Interdit – My Lovely Butterfly (W), My Givenchy Dreams (W), Organza Jasmin 2007 (W), Pi Neo (M), Play (M), Play Intense (M), Very Irrésistible Givenchy Fresh Attitude Summer Cocktail for Men (M), Very Irrésistible Givenchy Rose Damascena 2008 (W), Very Irrésistible Givenchy Summer Cocktail (W), Very Irrésistible Givenchy Fresh Attitude Summer Cocktail for Men (M)
- 2009: Ange ou Démon Le Secret (W), Ange ou Démon Fleur d’Oranger 2009 (W), Be Givenchy (W), Givenchy pour Homme Adventure Sensations (M), Insensé Ultramarine Blue Laser (M), Jardin d’Interdit Sweet Swing (W), Very Irrésistible Givenchy Summer Sorbet for Men (M), Very Irrésistible Givenchy Summer Sorbet for Women (M)
- 2010: Amarige Mimosa 2009 (W), Ange ou Démon Le Secret Poésie d’un Parfum d’Hiver (W), Ange ou Démon Le Secret Santal d’Hiver – Poésie d’un Parfum d’Hiver (W), Dance with Givenchy, (W), Eaudemoiselle (W), Naturally Chic (W), Jardin d’Interdit – Spring Melody (W), Organza Jasmin Sambac 2009 (W), Pi Neo Ultimate Equation (M), Play for Her (W), Play Intense for Her (W), Play Summer Vibrations (M), Very Irrésistible Cèdre d’Hiver (W), Very Irrésistible Givenchy Rose Centifolia 2009 (W), Very Irrésistible Givenchy Summer Vibrations
- 2011: Amarige Ylang Ylang 2010 (W), Ange ou Démon Jasmin Sambac 2010 (W), Ange ou Démon Le Secret Elixir (W), Ange ou Démon le Secret Poésie d’un Parfum d’Hiver (W), Dahlia Noir (W), Le Bouquet Absolu (W), Organza (Eau de Toilette) (W), Organza Néroli 2010 (W), Pi Neo Tropical Paradise (M), Very Irrésistible Givenchy Rose Damascena 2010 (W), Very Irrésistible Givenchy Tropical Paradise (W), Very Irrésistible Poésie d’un Parfum d’Hiver 2011 (W)
- 2012: Ange ou Démon Le Secret Lace Edition (W), Dahlia Noir (Eau de Toilette) (W), Eaudemoiselle Bois de Oud (W), Eaudemoiselle Eau Florale (W), Eaudemoiselle Eau Fraîche (W), Organza Lace Edition (W), Pi Leather Edition (M), Play Leather Edition (M), Play Sport (M), Un Air d’Escapade (W), Very Irrésistible Electric Rose (W), Very Irrésistible Givenchy Lace Edition (W)
- 2013: Ange ou Démon (Extrait de Parfum) (W), Bloom (W), Dahlia Noir L’Eau (W), Gentlemen Only (M), Play In The City For Her (W), Play In The City For Him (M), Very Irrésistible Givenchy (Eau de Toilette) (W), Very Irrésistible Givenchy Édition Croisière (W)

(W=weiblich, M=männlich)